# Cylindromyia alticola
Cylindromyia alticola là một loài ruồi trong họ Tachinidae.